# غولمايو
غولمايو هي بلدية تقع في مقاطعة سوريا، في منطقة قشتالة وليون، في إسبانيا. يبلغ عدد سكانها 2,561 نسمة وذلك حسب (المعهد الوطني للإحصاء) سنة 2017، وتبلغ مساحتها 189,83 كم²، وترتفع عن سطح البحر 1,041 متر.

## تطور السكان
في تعداد عام 2010 بلغ عدد سكان البلدية 2,065 نسمة، منهم 1,079 رجلا و986 امرأة.